# Chalyboclydon marginata
Chalyboclydon marginata är en fjärilsart som beskrevs av W. Warren 1893. Chalyboclydon marginata ingår i släktet Chalyboclydon och familjen mätare. Inga underarter finns listade i Catalogue of Life.